# Nicky Van Den Abbeele
Nicky Van Den Abbeele (21 februari 1994) is een Belgische voetbalspeelster. Sinds 2018 speelt ze in de verdediging bij KAA Gent, wat ze combineert met een baan bij de hoofdsponsor op kantoor. Ze speelt ook voor de Red Flames.

## Loopbaan

### Club
Haar jeugd bracht ze door bij Cerkelladies Brugge en SV Jabbeke. Daarna trok ze naar Club Brugge waar ze bleef tot 2015. In het seizoen 2015-2016 trok ze naar Lierse SK waar ze de Beker van België won. Sinds 2016 komt ze uit voor Anderlecht. In 2017 ging ze voor Ajax spelen, na twee seizoenen besluit ze met het voetbal voorlopig op professioneel niveau te stoppen.

### Red Flames
Bij de U-17 speelde ze haar eerste wedstrijd op 30 augustus 2010 tegen Wales waar ze meteen wist te score, de wedstrijd werd gewonnen met 1-2. In totaal speelt ze 472 minuten in 9 wedstrijd van de 11 selecties, en maakte 2 doelpunten. Op 6 maart 2016 kreeg ze haar eerste wedstrijd bij de U-19 tegen Finland ze speelde 44 minuten, de wedstrijd werd gewonnen met 2-0. Ze speelde 1109 minuten over 14 wedstrijden en scoorde in totaal 2 keer, beide keren tegen Finland.
Op 2 juni 2013 speelde ze haar 1ste wedstrijd voor de A-ploeg, een vriendschappelijke wedstrijd tegen Oekraïne in Tubeke.

## Palmares
- 2014: Beker van België Runner-up
- 2015: Beker van België Runner-up
- 2016: Beker van België Winnaar
- 2018: Bekerwinnaar met Ajax
- 2018: Landskampioen met Ajax